# Nie daj się usidlić
Nie daj się usidlić (org. Don't Make Waves) – amerykańska komedia z 1967 roku w reż. Alexandra Mackendricka. Adaptacja powieści Iry Wallach z 1959 roku pt. Muscle Beach. 

## Opis fabuły
Perypetie sercowo-obyczajowe głównego bohatera imieniem Carlo – ubogiego turysty zwiedzającego Zachodnią Kalifornię – ukazane na tle typowej dla tego regionu scenerii, to jest plaż z trenującymi kulturystami i pięknymi kobietami, zamożnych ludzi, luksusowych domów z basenami itp. 

## Obsada aktorska
- Tony Curtis –	Carlo Cofield
- Claudia Cardinale – Laura Califatti
- Sharon Tate – Malibu
- David Draper – Harry Hollard
- Joanna Barnes – Diane Prescott
- Robert Webber – Rod Prescott
- Reg Lewis – Monster
- Mort Sahl – Sam Lingonberry
- Edgar Bergen – Madame Lavinia
- Dub Taylor – elektryk
- Mary Grace Canfield –	krawcowa
- Holly Haze – Myrna
- Sarah Selby –	Ethyl
- Julie Payne –	Helen
- Douglas Henderson – Henderson
- Chester Yorton – Ted Gunder
- Ann Elder – Millie Gunder
- Marc London –	Fred Barker
- Paul Barselou – pilot
- George Tyne – reporter
- David Fresco – reporter
- Gilbert Green – reporter
- Eduardo Tirello – budowlaniec

i in.

## O filmie
W leciutkiej i banalnej komedyjce – satyrze na życie amerykańskich elit społecznych końca lat 60. – na uwagę zasługuje obsada aktorska. Bezsprzecznie, gwiazdami ról pierwszoplanowych są Tony Curtis i Claudia Cardinale. Curtis był ówcześnie od co najmniej dekady czołowym gwiazdorem Hollywood, któremu status gwiazdy zapewniły kreacje w tak głośnych obrazach jak Ucieczka w kajdanach z 1958 czy też Pół żartem, pół serio z 1959. W głównej roli żeńskiej wystąpiła Claudia Cardinale – obok Sophii Loren i Giny Lollobrigidy uważana za jedną z największych gwiazd kina włoskiego. Występując w Nie daj się usidlić, miała już w swoim aktorskim dorobku role u tak znanych reżyserów jak Federico Fellini i Luchino Visconti. 
Pośród aktorów drugoplanowych obok Roberta Webbera (Dwunastu gniewnych ludzi z 1957) na uwagę zasługuje nikomu ówcześnie nieznana Sharon Tate, żona Romana Polańskiego, która rozgłos zyskała dwa lata później, zamordowana przez sektę Mansona w willi swojego męża w Beverly Hills.
Oddzielną kategorię osób pojawiających się na planie filmu stanowią dwaj kulturyści – obecnie legendy tego sportu. Byli to: Dave Draper – ówczesny Mr. America (1965) i Mr. Universe (1966), partner treningowy i idol Arnolda Schwarzeneggera oraz Chester Yorton – Mr. America i Mr. Universe (1966), protoplasta naturalnej kulturystyki lat 60., jeden z nielicznych zawodników w tej dyscyplinie, któremu udało się wygrać zawody ze Schwarzeneggerem. 
Film spotkał się na ogół z negatywnymi recenzjami krytyków. The New York Times krytykował odtwórców głównych rol (Curtis i Cardinale) oraz ubolewał nad obniżeniem poziomu twórczości reżyserskiej Mackendricka, po tak udanych produkcjach jak Tight Little Island czy The Man in the White Suit. 